# Maciej Bodnar
Maciej Bodnar (Breslavia, 7 marzo 1985) è un ex ciclista su strada polacco, è stato specialista delle prove a cronometro, professionista dal 2007 al 2023, ha vinto una tappa al Tour de France 2017.

## Palmarès

### Strada
- 2006 (Team FidiBC.com)

Campionati polacchi, Prova a cronometro Under-23
- 2007 (Basso-Piave-TMS Spinazze)

Campionati polacchi, Prova a cronometro Under-23
Grand Prix Bradlo
- 2009 (Liquigas, una vittoria)

Campionati polacchi, Prova a cronometro
- 2012 (Liquigas-Cannondale, una vittoria)

Campionati polacchi, Prova a cronometro
- 2013 (Cannondale Pro Cycling, una vittoria)

Campionati polacchi, Prova a cronometro
- 2014 (Cannondale, una vittoria)

3ª tappa, 2ª semitappa Driedaagse De Panne - Koksijde (De Panne > De Panne, cronometro)
- 2015 (Tinkoff-Saxo, una vittoria)

4ª tappa Tour de Pologne (Jaworzno > Nowy Sącz)
- 2016 (Tinkoff, due vittorie)

3ª tappa, 2ª semitappa Driedaagse De Panne - Koksijde (De Panne > De Panne, cronometro)
Campionati polacchi, Prova a cronometro
- 2017 (Bora-Hansgrohe, una vittoria)

20ª tappa Tour de France (Marsiglia > Marsiglia, cronometro)
- 2018 (Bora-Hansgrohe, una vittoria)

Campionati polacchi, Prova a cronometro
- 2019 (Bora-Hansgrohe, una vittoria)

Campionati polacchi, Prova a cronometro
- 2021 (Bora-Hansgrohe, una vittoria)

Campionati polacchi, Prova a cronometro
- 2022 (TotalEnergies, una vittoria)

Campionati polacchi, Prova a cronometro

#### Altri successi
- 2010 (Liquigas-Doimo)

1ª tappa Settimana Internazionale Coppi e Bartali (Riccione > Riccione, cronosquadre)
4ª tappa Giro d'Italia (Savigliano > Cuneo, cronosquadre)
- 2018 (Bora-hansgrohe)

1ª tappa Czech Cycling Tour (Uničov > Uničov, cronosquadre)

## Piazzamenti

### Grandi Giri
- Giro d'Italia

2010: 127º
2012: 117º
2020: 107º
2021: 136º
- Tour de France

2011: 143º
2013: 114º
2014: 112º
2016: 159º
2017: 116º
2018: 122º
2022: 114º
- Vuelta a España

2009: 131º
2012: 138º
2014: 122º
2015: 140º

### Classiche monumento
- Milano-Sanremo

2012: ritirato
2013: ritirato
2014: ritirato
2015: 125º
2016: 118º
2017: 74º
2018: 110º
2019: ritirato
2021: 141º
2022: 146º
2023: ritirato
- Giro delle Fiandre

2009: ritirato
2012: 100º
2013: 65º
2014: 38º
2015: ritirato
2017: 66º
2018: ritirato
2019: 124º
2021: 104º
2022: ritirato
- Parigi-Roubaix

2008: ritirato
2009: fuori tempo massimo
2013: 56º
2014: 42º
2015: 78º
2017: 75º
2018: ritirato
2019: ritirato
2021: fuori tempo massimo
2022: 87º
2023: ritirato
- Giro di Lombardia

2010: ritirato

### Competizioni mondiali
- Campionati del mondo

Hamilton 2003 - In linea Junior: 51º
Hamilton 2003 - Cronometro Junior: 22º
Madrid 2005 - Cronometro Under-23: 22º
Salisburgo 2006 - Gara in linea Under-23: 84º
Salisburgo 2006 - Cronometro Under-23: 45º
Stoccarda 2007 - Cronometro Elite: 52º
Varese 2008 - Cronometro Elite: 36º
Varese 2008 - In linea Elite: ritirato
Mendrisio 2009 - Cronometro Elite: 59º
Geelong 2010 - Cronometro Elite: 9º
Geelong 2010 - In linea Elite: ritirato
Copenaghen 2011 - Cronometro Elite: 55º
Copenaghen 2011 - In linea Elite: 155º
Limburgo 2012 - Cronosquadre: 4º
Limburgo 2012 - Cronometro Elite: 26º
Toscana 2013 - Cronosquadre: 7º
Toscana 2013 - Cronometro Elite: 28º
Toscana 2013 - In linea Elite: ritirato
Ponferrada 2014 - Cronosquadre: 9º
Ponferrada 2014 - Cronometro Elite: 16º
Ponferrada 2014 - In linea Elite: ritirato
Richmond 2015 - Cronosquadre: 27º
Richmond 2015 - Cronometro Elite: 8º
Richmond 2015 - In linea Elite: ritirato
Doha 2016 - Cronometro Elite: 4º
Doha 2016 - In linea Elite: 40º
Bergen 2017 - Cronosquadre: 10º
Bergen 2017 - Cronometro Elite: 50º
Bergen 2017 - In linea Elite: ritirato
Innsbruck 2018 - Cronosquadre: 8º
Innsbruck 2018 - Cronometro Elite: 17º
Innsbruck 2018 - In linea Elite: ritirato
Yorkshire 2019 - Cronometro Elite: 20º
Yorkshire 2019 - In linea Elite: ritirato
Imola 2020 - Cronometro Elite: 28º
Fiandre 2021 - In linea Elite: ritirato
Wollongong 2022 - Cronometro Elite: 18º
Wollongong 2022 - Staffetta: 9º
Wollongong 2022 - In linea Elite: ritirato
Glasgow 2023 - Staffetta: 10º
Glasgow 2023 - In linea Elite: 31º
- Giochi olimpici

Londra 2012 - In linea: 84º
Londra 2012 - Cronometro: 25º
Rio de Janeiro 2016 - In linea: ritirato
Rio de Janeiro 2016 - Cronometro: 6º
Tokyo 2020 - In linea: ritirato
Tokyo 2020 - Cronometro: 18º

### Competizioni europee
- Campionati europei

Valkenburg 2006 - Cronometro Under-23: 43°
Valkenburg 2006 - In linea Under-23: ritirato
Sofia 2007 - Cronometro Under-23: 12°
Sofia 2007 - In linea Under-23: ritirato
Herning 2017 - Cronometro Elite: 2°
Trento 2021 - Cronometro Elite: 8°
Monaco di Baviera 2022 - In linea Elite: 31°
Monaco di Baviera 2022 - Cronometro Elite: 5°
Drenthe 2023 - Cronometro Elite: 16°
Drenthe 2023 - Staffetta mista: 5°